# Giovanni Piacentini
Giovanni Piacentini (Ciudad de México, 1979) es un guitarrista, músico y compositor mexicano. Es hijo de padre italiano, madre mexicana y actualmente reside en Estados Unidos.

## Educación
Se graduó summa cum laude del Berklee College of Music en Boston, Massachusetts con una Licenciatura en Composición y Música Electrónica. En México tomó clases con Victor Rasgado y Julio César Oliva; mientras que en Nueva York obtuvo la maestría en Composición por parte de la Manhattan School of Music y fue instruido por el compositor Richard Danielpour.
Posteriormente obtuvo el doctorado en Composición Musical en la Universidad de California en Los Ángeles, donde fue alumno del compositor y guitarrista Ian Krouse. Su tesis doctoral consistió en el “Concierto para guitarra y orquesta”, dedicado al guitarrista Eliot Fisk, y estrenado en 2022 en el Centro Nacional de las Artes y en el Complejo Cultural Los Pinos en la Ciudad de México. Ambas ocasiones con la Orquesta Escuela Carlos Chávez bajo la dirección de Eduardo García Barrios y con el mismo Eliot Fisk como solista.

## Trayectoria
En 2014 se estrenó en la ciudad de Nueva York el dueto de arpas que realizó para el ensamble Duo Scorpio.
En 2017 fue compositor de la música del cortometraje Stanley / Asfaneh.
En 2021 realizó una gira por la República Popular China, presentándose en ciudades como Beijing y Shanghái. En ese mismo año presentó "Adrift in the Garden of Beautiful Things" (A la Deriva en el Jardín de Cosas Bellas), en el cual colaboró con el violinista estadunidense Tim Fain; a quien dedicó una composición original en cinco movimientos. Del mismo modo, grabó una versión adaptada de Vocalise, obra del pianista y director de orquesta ruso-estadounidense Serguéi Rajmáninov.
Giovanni Piacentini ha editado obras para guitarristas como David Starobi y Sharon Isbin, esta última ganadora del Grammy 2010 al Mejor Álbum Clásico. Algunas composiciones de  Piacentini han sido interpretadas en recintos como el Carnegie Hall en Nueva York, el Palacio de Bellas Artes de San Francisco o el Schoenberg Hall de la UCLA en Los Ángeles En México se ha presentado en diversos recintos como el Museo Nacional, el Museo de Arte de la SHCP, el Museo de Arte Moderno del Estado de México y el Museo Virreinal de Zinacantepec.

## Discografía
Álbumes
- Chiaroscuro (2017)
- Between Worlds (2019)
- Electric Renaissance (2019)
- Satori Studies (2022)
- Viajeros (2023)

Sencillos:
- Six preludes for solo guitar: Selva Adentro (2019)
- Icarus IV. Rapture (2019)
- Six preludes for solo guitar: n.º 1, Danza del Chanul (2019)
- Adrift in the Garden of Beautiful Things (2021)
- New Allemande (2021)

## Nominaciones
El álbum "Between Worlds" (Entre mundos) estuvo nominado en la categoría Clásica Contemporánea en los Independent Music Awards en el año de 2020.

## Enlaces
- Sitio Oficial
- Giovanni Piacentini en IMDb
- Giovanni Piacentini en Youtube.